# Világok harca (rádiójáték)

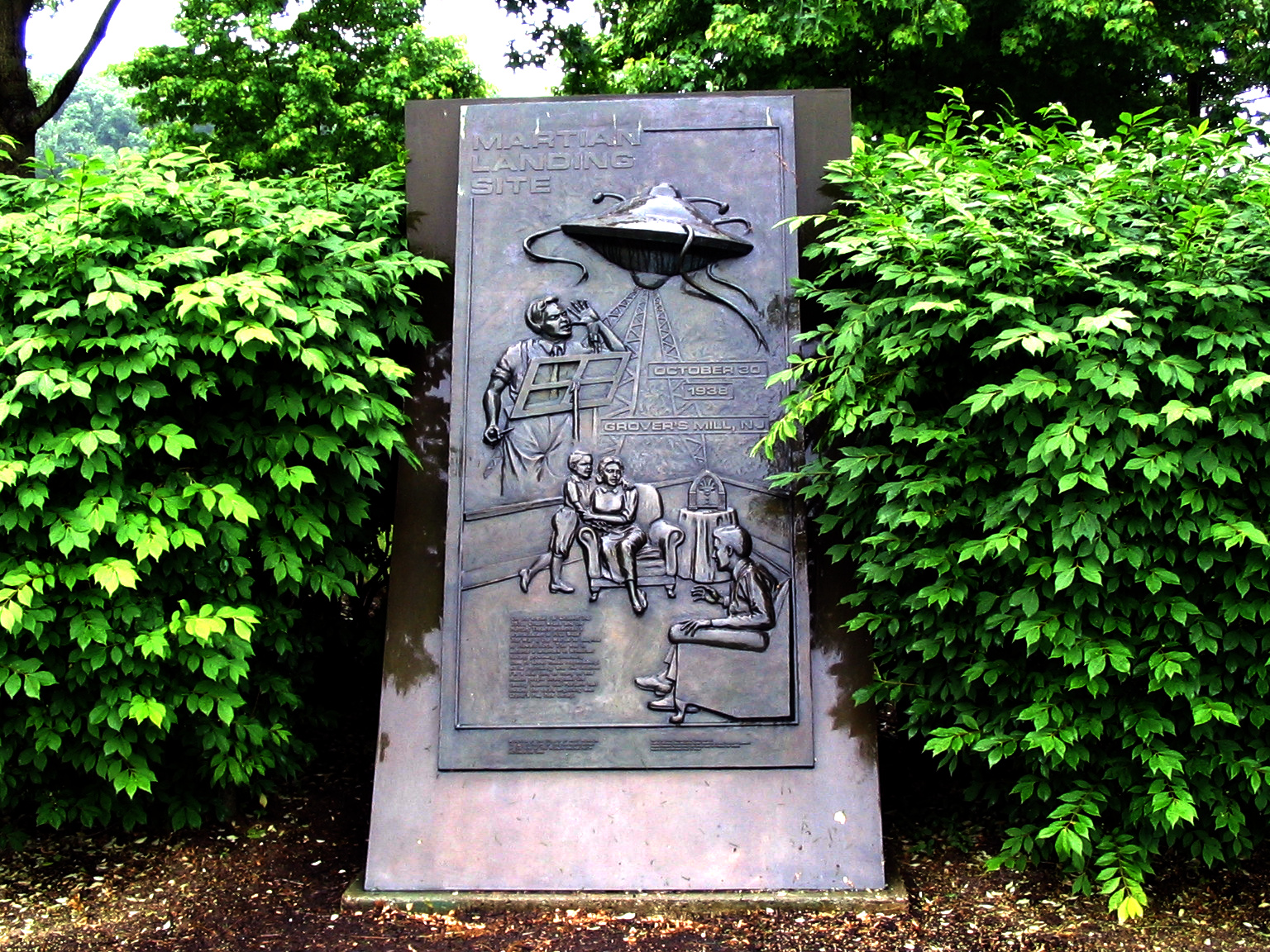
Emlékmű a Mars-lakók fiktív leszállóhelyén New Jerseyben

A Világok harca (angolul The War of the Worlds) egy 1938-ban játszott amerikai rádiójáték, melyet a filmrendező Orson Welles H. G. Wells azonos című regénye alapján készített.

## Történet és fogadtatás
Marslakók szállják meg a földet, és minden ok nélkül az emberekre támadnak. A hangjáték nagyon realisztikus volt, ezért az Egyesült Államokban sok embert megijesztett. A pánik nagyságát azonban a lapok később eltúlozták, kvázi médiahoaxot kreáltak belőle utólag, tömeghisztériát keltettek. Azonban káoszról, tömeges öngyilkosságokról, a rádiójátékkal összefüggő balesetekről, lázongásokról nem volt szó.

## Feldolgozások
A műnek két magyar feldolgozása létezik. Az egyiket a Magyar Rádió készítette, még az 1990-es években, míg a másikat az Első Pesti Egyetemi Rádió 2010-ben. Utóbbi különlegessége, hogy az eredeti szereplőket és helyszíneket magyarosították, így az események jórészt Budapesten és környékén játszódnak, Kulin György csillagász főszereplésével.

## Érdekességek
- A Döglött akták 5. évad 7. epizódjában (címe: Világvége) is megjelenik a rádiójáték;
- A Pinky and the Brain című animációs sorozatban a két fehér egér a novella alapján készít televíziós műsort, hogy pánikot keltsen a világon.